# Adel (Iowa)
Adel es una ciudad situada en el condado de Dallas, Estado de Iowa, Estados Unidos. Según el censo de 2010 tenía una población de 3.682 habitantes.

## Demografía
Según el censo de 2010, había 3.682 personas residiendo en la localidad. La densidad de población era de 433,18 hab./km². Había 1579 viviendas con una densidad media de 185,76 viviendas/km². El 97,61% de los habitantes eran blancos, el 0,27% afroamericanos, el 0,24% amerindios, el 0,46% asiáticos, el 0,16% isleños del Pacífico, el 0,57% de otras razas, y el 0,68% pertenecía a dos o más razas. El 2,09% de la población eran hispanos o latinos de cualquier raza.
Según el censo de 2000, de los 1.369 hogares, en el 37% había menores de 18 años, el 53,3% pertenecía a parejas casadas, el 9,4% tenía a una mujer como cabeza de familia, y el 34,4% no eran familias. El 30,3% de los hogares estaba compuesto por un único individuo, y el 14,2% pertenecía a alguien mayor de 65 años viviendo solo. El tamaño promedio de los hogares era de 2,46 personas, y el de las familias de 3,09.
La población estaba distribuida en un 28,5% de habitantes menores de 18 años, un 7,2% entre 18 y 24 años, un 29,5% de 25 a 44, un 20,6% de 45 a 64, y un 14,1% de 65 años o mayores. La media de edad era 36 años. Por cada 100 mujeres había 90,9 hombres. Por cada 100 mujeres de 18 años o más, había 83,2 hombres.
Los ingresos medios por hogar en la localidad eran de 39,423 dólares ($), y los ingresos medios por familia eran 47.065 $. Los hombres tenían unos ingresos medios de 34,234 $ frente a los 26.516 $ para las mujeres. La renta per cápita para la ciudad era de 19.743 $. El 4,0% de la población y el 3,1% de las familias estaban por debajo del umbral de pobreza. El 8,5% de los habitantes de 65 años o más vivían por debajo del umbral de pobreza.

## Geografía
Según la Oficina del Censo de los Estados Unidos, la localidad tiene un área total de 8,5 km², de los cuales 8,48 km² corresponden a tierra firme y el restante 0,02 km² a agua, que representa el 0,24% de la superficie total de la localidad.